# Монте-Мета
Монте-Мета (итал. Monte Meta) — гора в Италии.
Высота — 2242 м. Гора дала название горному массиву Монти-делла-Мета, хотя не является его высшей точкой, уступая Монте-Петрозо (2247 м).
Административно гора расположена на границе трёх провинций: Л’Акуила, Фрозиноне и Изерния. Монте-Мета и её склоны входит в национальный парк Абруццо, Лацио и Молизе.
Существует несколько туристических маршрутов на горе, но на вершину доступ ограничен.